# Pherae

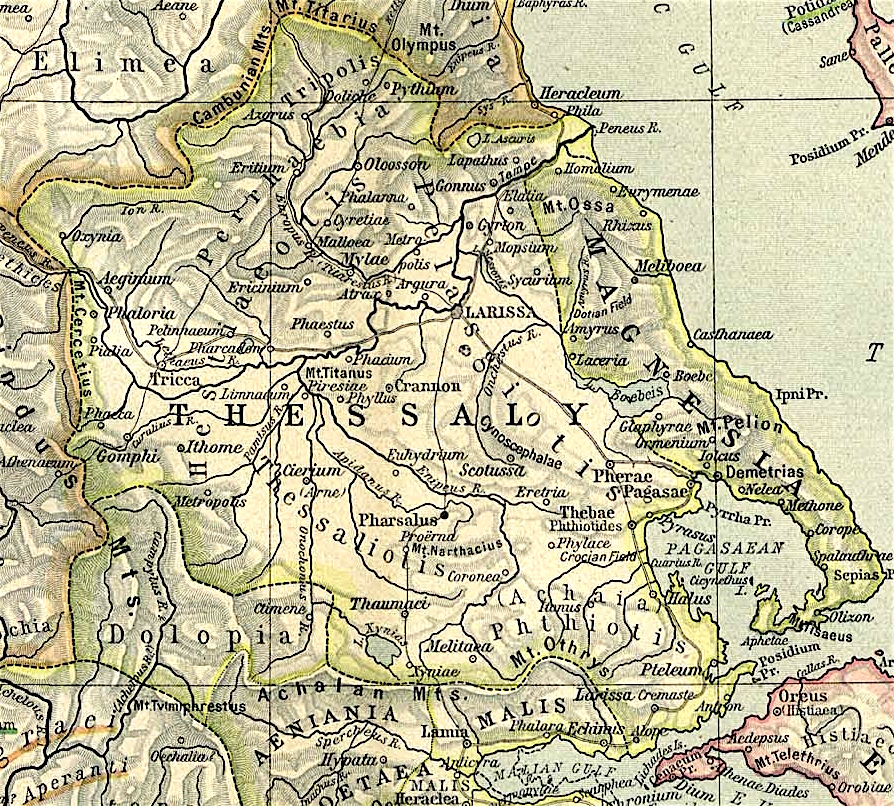
Bản đồ Thessaly cổ đại, Pherae nằm ở phía đông.

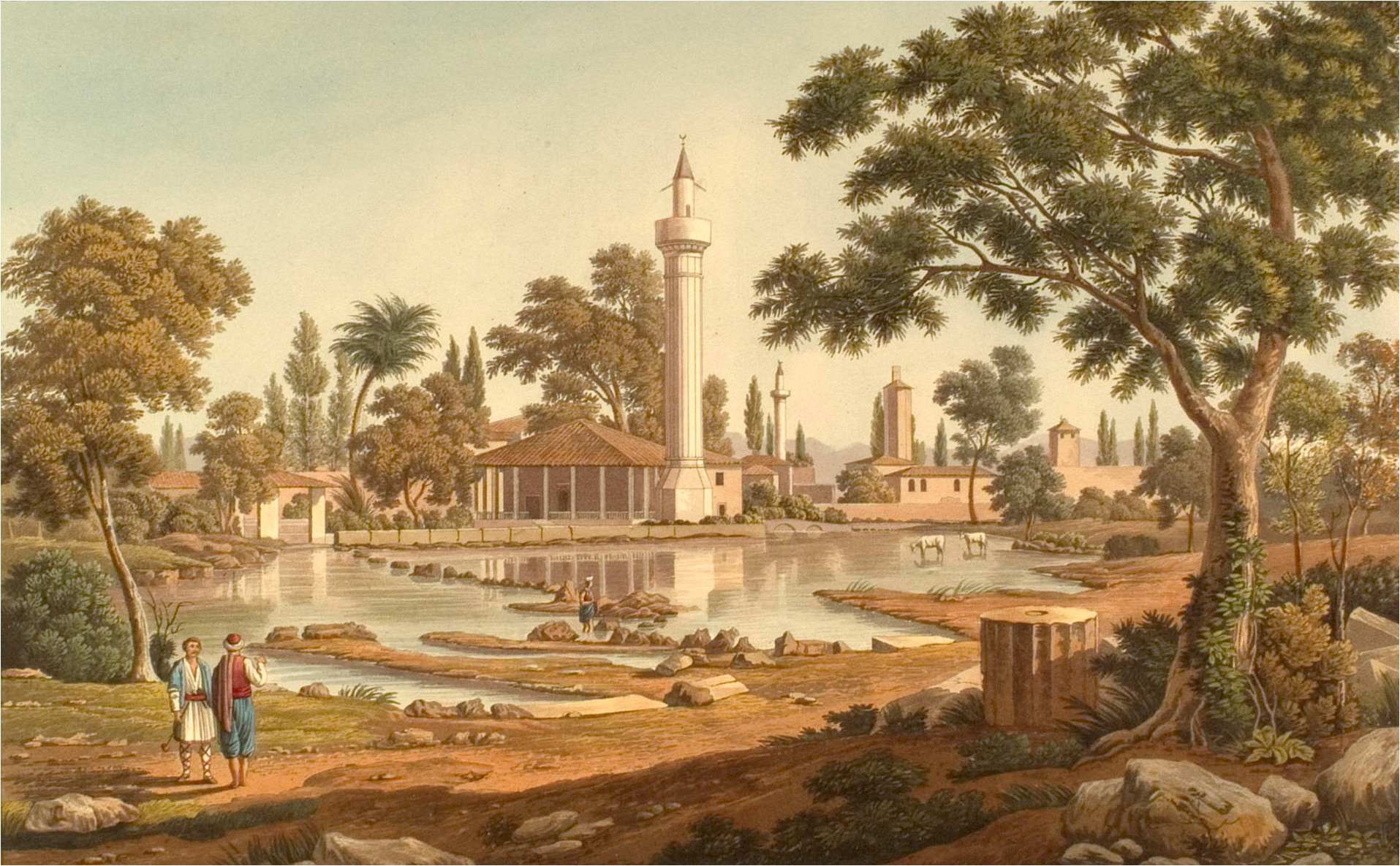
Suối Hyperia ở Pherae, tranh của Edward Dodwell.

Pherae (Hy Lạp: Φεραί) là một thành phố và polis (thành bang) nằm ở đông nam của Thessaly cổ đại. Nó là một trong những thành phố Thessaly lâu đời nhất và nằm ở góc đông nam của Pelasgiotis. Theo Strabo thì nó nằm ở gần hồ Boebeïs và cách Pagasae 90 stadia còn bến cảng của nó nằm ở trên bờ vịnh Pagasae (Geography 9.5). Địa điểm này ngày nay là thị trấn Velestino.
Theo Homeros, Pherae là quê nhà của vua Admetos và vợ của ông Alcestis (bà đã được Heracles giải cứu khỏi âm phủ), người con trai của họ Eumelos là một trong những người tới cầu hôn Helen và lãnh đạo lực lượng người Achaea của Pherae cùng người Iolcos trong cuộc chiến thành Troia) (Iliad 2.711; Odyssey 4.798).
Thucydides đã ghi lại rằng Pherae là một trong những thành phố Thessaly đầu tiên ủng hộ Athens vào thời điểm bắt đầu cuộc chiến tranh Peloponnisos (Lịch sử cuộc chiến tranh Peloponnisos 2.22). Vào giai đoạn cuối của cuộc chiến này, Lycophron đã trở thành bạo chúa của Pherae. Sau khi ông qua đời, người con trai của ông là Jason đã trở thành nhà độc tài và mở rộng quyền thống trị của mình lên toàn bộ Thessaly vào khoảng năm 374 TCN. Sau khi Jason bị ám sát, người con trai của ông Alexandros đã cai trị Pherae một cách tàn nhẫn cho tới khi ông ta bị người vợ của mình, Thebe, ám sát vào năm 359 TCN. Philippos II đã chinh phục Pherae vào năm 352 TCN và đặt Thessaly dưới sự cai trị của Macedonia.
Vào thời kỳ La Mã, Pherae đã bị Antiochos III Đại đế chinh phục vào năm 191 TCN nhưng ngay trong năm đó vị chấp chính quan La Mã là Manius Acilius Glabrio đã chiếm nó từ tay ông ta (Livy 36.1-14). Dòng suối Messeis nổi tiếng (suối Kefalovryso tại Velestino) có thể nằm tại Pherae (Strabo, Geography 9.5; Iliad 6.457).